# Bill Berezowsky
Pour les articles homonymes, voir Berezowsky.
William John Berezowsky (6 janvier 1904-17 janvier 1974) est un homme d'affaires et politique provincial canadien de la Saskatchewan. Il représente les circonscriptions de Cumberland et de Prince Albert East-Cumberland à titre de député du Co-operative Commonwealth Federation, plus tard Nouveau Parti démocratique de la Saskatchewan de 1952 à 1971.

## Biographie
Né en Ukraine, Berezowsky immigre avec sa famille dans l'Ouest canadien en 1908. Il étudie à Winnipeg, Prince Albert et à Saskatoon. Après ses études, il exerce plusieurs boulots tel que sur les chemins de fer, enseignant, opérateur de la ferme familiale et prospecteur. Durant la Seconde Guerre mondiale, il sert dans l'Aviation royale canadienne. De 1948 à 1952, il est superintendant de la formation des employés département des Ressources naturelles de la Saskatchewan. Sur la scène municipale, il est secrétaire-trésorier de la municipalité rurale de Garden River No 490 (en) de 1927 à 1943 ainsi que président et secrétaire de la chambre de commerce pour le Meath Park.
L'école W. J. Berezowsky de Prince Albert est nommé en son honneur.

## Carrière politique
Député siégeant à l'Assemblée législative de la Saskatchewan de 1952 à 1971, il tente de faire son entrée en politique fédérale en 1972 en se présentant dans la circonscription de Prince Albert. Il est finalement défait par le député sortant et ancien premier ministre du Canada, John Diefenbaker.